# Alan Edelman
Alan Stuart Edelman (junho de 1963) é um matemático e cientista da computação estadunidense. É professor de matemática aplicada do Instituto de Tecnologia de Massachusetts (MIT) e um investigador principal do MIT Computer Science and Artificial Intelligence Laboratory (CSAIL) onde lidera um grupo de computação aplicada. Em 2004 fundou Interactive Supercomputing, adquirido pela Microsoft.

## Educação
Aluno do Hampshire College Summer Studies in Mathematics, Edelman obteve os graus de B.S. e M.S. em matemática na Universidade Yale em 1984, e um Ph.D. em matemática aplicada no MIT em 1989, orientado por Lloyd Nicholas Trefethen. Seguindo um ano na Thinking Machines Corporation e no CERFACS na França, Edelman foi para a Universidade da Califórnia em Berkeley como Morrey Assistant Professor and Levy Fellow, em 1990-1993. Foi professor de matemática aplicada do MIT em 1993.

## Premios e honrarias
Recebeu o Prêmio Chauvenet (1998), o Prêmio Paul R. Halmos – Lester R. Ford, (2005, com Gilbert Strang).